# Acutozetes javensis
Acutozetes javensis är en kvalsterart som beskrevs av Hammer 1979. Acutozetes javensis ingår i släktet Acutozetes och familjen Haplozetidae. Inga underarter finns listade i Catalogue of Life.